# Iglesia de las Bienaventuranzas
La Iglesia de las Bienaventuranzas (en hebreo: כנסיית הר האושר) es una iglesia católica ubicada junto al mar de Galilea, cerca de Tabgha y Cafarnaúm en Israel. Construida entre 1936 y 1938 por el arquitecto Antonio Barluzzi.
Situada en una pequeña colina con vistas al Mar de Galilea, y construida en el lugar tradicional donde los cristianos creen que Jesús realizó el Sermón de la Montaña, se sabe que los peregrinos  han realizado reuniones este sitio por lo menos desde el siglo cuarto. De ello da testimonio un texto atribuido a la peregrina Egeria, quien visitó Palestina en el siglo IV, que nos ofrece elocuente de la memoria cristiana sobre estos lugares: «No lejos de Cafarnaún se ven los peldaños de piedra sobre los cuales se sentó el Señor. Allí, junto al mar se encuentra un terreno cubierto de hierba abundante y muchas palmeras y, junto al mismo lugar, siete fuentes manando de cada una de ellas agua abundante. En este lugar el Señor sació una multitud con cinco panes y dos peces. La piedra sobre la cual Jesús depositó el pan ha sido convertida en un altar. Junto a las paredes de aquella iglesia pasa la vía pública, donde Mateo tenía su telonio. Sobre el monte vecino hay un lugar donde subió el Señor para pronunciar las Bienaventuranzas».
Se trata de una iglesia de planta octogonal (en clara alusión a las tradicionales ocho bienaventuranzas). La cubierta está resuelta mediante una cúpula de tambor esbelto y un amplio pórtico rodea toda la capilla.
En el interior, los elementos se disponen con sencillez: en el centro, el altar, coronado por una arquivolta de alabastro; detrás, elevado sobre un pedestal de pórfido, el tabernáculo o sagrario, decorado con escenas de la Pasión en bronce dorado; en el tambor, ocho ventanas con vidrieras donde se condensan las palabras de las bienaventuranzas recogidas en el capítulo 5 del Evangelio según San Mateo.
En el suelo se despliega un mosaico con símbolos de virtudes (fe, caridad, prudencia, entre otras).